# Gianni Marchand
Gianni Marchand (ur. 1 czerwca 1990 w Aartrijke) – belgijski kolarz szosowy.

## Osiągnięcia
Opracowano na podstawie:

2016
- 2. miejsce w Circuit de Wallonie

2018
- 1. miejsce w Paryż-Mantes
- 1. miejsce w Flèche du Sud

2019
- 3. miejsce w Arno Wallaard Memorial

2021
- 3. miejsce w Baloise Belgium Tour
- 2. miejsce w Lillehammer GP

2022
- 2. miejsce w Belgrad–Banja Luka

## Rankingi
| Rok             | 2016  | 2017  | 2018 | 2019 | 2020  | 2021 | 2022 | 2023  | 2024  |
| --------------- | ----- | ----- | ---- | ---- | ----- | ---- | ---- | ----- | ----- |
| World Ranking   | 1189. | 1604. | 338. | 847. | 2105. | 352. | 192. | 1263. | 1013. |
| UCI Europe Tour | 811.  | 1021. | 197. | 616. | 1532. | 295. | 158. | -     | -     |
| UCI Asia Tour   | -     | -     | 313. |      |       |      |      |       |       |
|                 |       |       |      |      |       |      |      |       |       |
| Źródło: UCI     |       |       |      |      |       |      |      |       |       |